# Edward Stewart
Pour les articles homonymes, voir Stewart.

Edward Stewart est un chef décorateur américain né le 20 janvier 1915 et mort le 30 août 1999.

## Filmographie (sélection)
- 1976 : Network : Main basse sur la télévision (Network) de Sidney Lumet
- 1976 : Next Stop, Greenwich Village de Paul Mazursky
- 1978 : The Wiz de Sidney Lumet
- 1978 : Une femme libre (An Unmarried Woman) de Paul Mazursky
- 1979 : Que le spectacle commence (All That Jazz) de Bob Fosse
- 1981 : L'Œil du témoin (Eyewitness) de Peter Yates

## Distinctions
- Oscar des meilleurs décors

### Récompenses
- en 1980 pour Que le spectacle commence

### Nominations
- en 1979 pour The Wiz